# Rhodinylacetat
Rhodinylacetat ist ein Carbonsäureester, der sich von Rhodinol und Essigsäure ableitet.

## Vorkommen

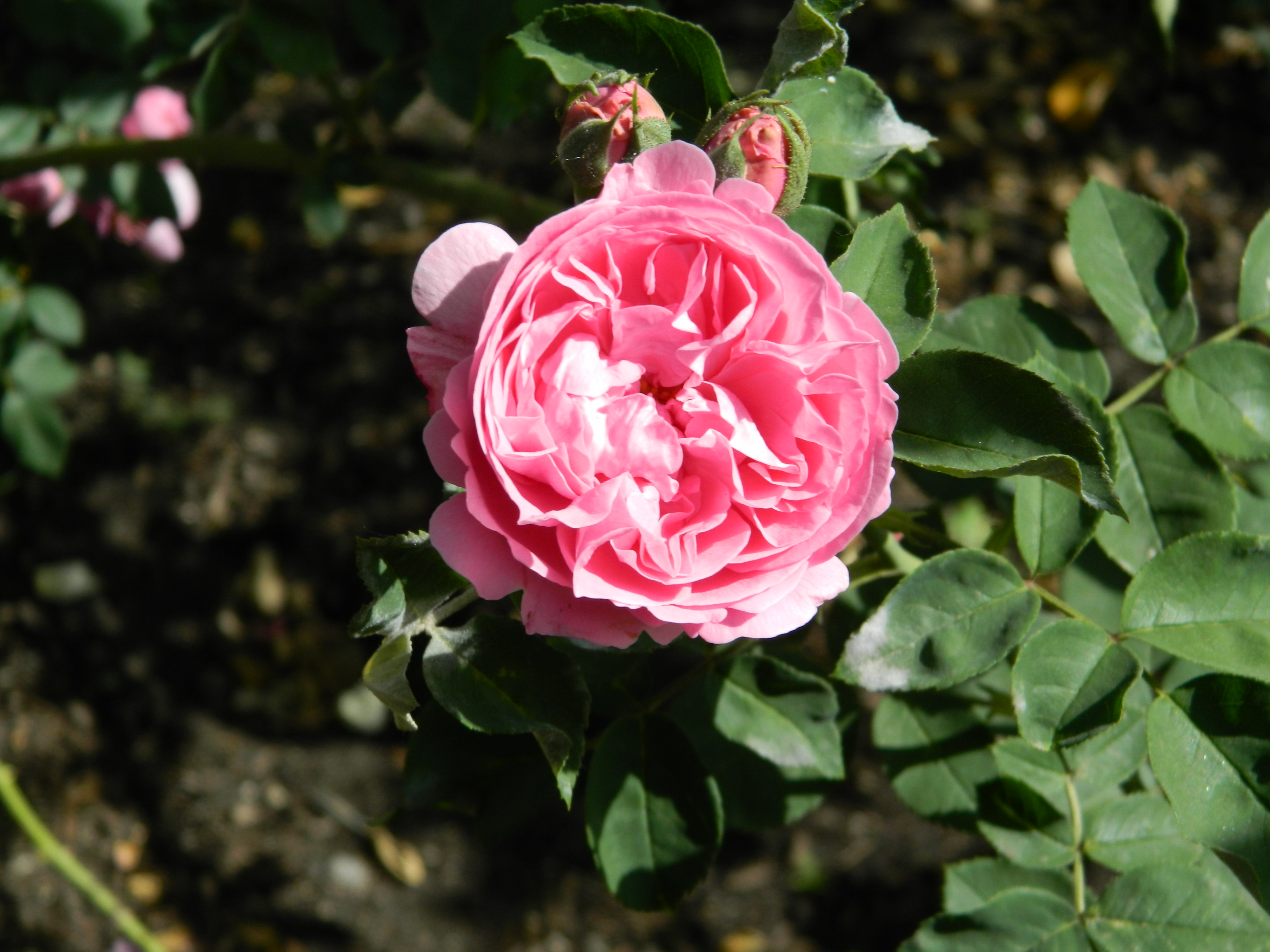
Bourbon-Rose

Rhodinylacetat kommt zu einigen Prozent in den ätherischen Ölen verschiedener Rosenarten vor. Relativ hoch ist der Anteil mit über 5 % in der Bourbon-Rose.

## Herstellung
Rhodinylacetat kann durch Umsetzung von Rhodinol mit Acetanhydrid hergestellt werden.

## Verwendung
Rhodinylacetat ist in der EU unter der FL-Nummer 09.033 als Aromastoff für Lebensmittel allgemein zugelassen und darf in dieser Verwendung auch einen Anteil Rhodinol enthalten.